# Ruta 224 (Costa Rica)
La Ruta 224, oficialmente Ruta Nacional Secundaria 224, es una ruta nacional de Costa Rica ubicada en la provincia de Cartago.

## Descripción
En la provincia de Cartago, la ruta atraviesa el cantón de Paraíso (los distritos de Paraíso, Santiago, Orosi, Cachí, Birrisito). Bordea el Lago de Cachí.

## Daños en infraestructura
Entre 2020 y 2021, dos puentes de vital importancia en la ruta sufrieron daños considerables:
- Puente de la Represa de Cachí (9°50′26″N 83°48′16″O / 9.84059, -83.80440): En septiembre de 2020, el puente de Cachí sobre el río Reventazón, y contiguo a la represa hidroeléctrica del Lago de Cachí, fue cerrado puesto que el puente se tambaleaba, eventualmente fue reparado y reabierto en febrero de 2021 con un solo carril y para el paso de vehículos livianos.[3]
- Puente Negro (9°48′27″N 83°52′01″O / 9.80743, -83.86685): El Puente Negro sobre el río Agua Caliente fue reacondicionado a un costo de CRC ₡ 157 millones en septiembre de 2020 luego de dos meses de cierre, y se vino abajo apenas un año después en octubre de 2021.[4]